# Hastings District (Neuseeland)
Der Hastings District ist eine zur Region Hawke’s Bay gehörende Verwaltungseinheit in Neuseeland. Der Rat des Districts, Hastings District Council (Distriktrat) genannt, hat seinen Sitz in der Stadt Hastings, ebenso wie die Verwaltung des Distrikts.

## Geographie

### Geographische Lage
Der Distrikt stellt mit 5226 km² reiner Landfläche den größten Distrikt in der Region Hawke’s Bay dar. Mit 73.245 im Jahr 2013 gezählten Einwohnern kommt der Distrikt auf eine Bevölkerungsdichte von 14,0 Einwohner pro km² und ist damit der Distrikt mit den meisten Einwohnern und der größten Bevölkerungsdichte der Region.
Der Hastings District wird Süden vom Central Hawke’s Bay District, im Westen vom Rangitikei District, der zu rund 90 % zur Region Manawatu-Wanganui gehört und im Nordwesten vom Taupō District, der zu rund 70 % zur Region Waikato gehört, begrenzt. Im Norden und Nordosten liegt der Wairoa District und die östliche Grenze bildet die Hawke Bay zusammen mit der Stadt Napier.
Der Distrikt ist größtenteils von einer Berglandschaft geprägt. Die wenigen Ebenen, wie die Heretaunga Plains liegen im Wesentlichen in der Gegend um die Stadt Hastings und entlang des Ngaruroro River. Im Westen liegt die Bergkette der Ruahine Range und im Nordwesten die Kaweka Range mit dem 1724 m hohen Mount Kaweka.

### Klima
Das Klima des Distrikts ist reich an Variationen. Der vorherrschende süd- bis südwestliche Wind sorgt zuweilen für Temperaturschwankungen. Die mittleren Tagestemperaturen liegen im Sommer zwischen 16 und 23 °C und im Winter zwischen 0 und 6 °C je nach Höhenlage. Auch die Sonnenscheindauer ist im gesamten Distrikt nicht einheitlich, von 2100 Stunden pro Jahr nimmt sie nach Westen hin bis auf unter 1800 Stunden ab. Die Niederschläge variieren zwischen 800 und 1100 mm pro Jahr. Lediglich der Westen und Nordwesten zu Ruahine Range und Kaweka Range hin erreicht Niederschläge jenseits der 2000 mm.

## Geschichte
1860 wurde der Ort Havelock North gegründet und 1884 der Ort Hastings. 1956 bekam Hastings die Stadtrechte und wurde im Jahr 1989 im Zuge der Verwaltungsreform mit dem Havelock North Borough Council und dem Hawke's Bay County Council zum Hastings District Council zusammengelegt.

## Bevölkerung

### Bevölkerungsentwicklung
Von den 73.245 Einwohnern des Distrikts waren 2013 16.821 Einwohner Māori-stämmig (23,0 %). Damit lebten 2,8 % der Māori-Bevölkerung des Landes im Hastings District. Das durchschnittliche Einkommen in der Bevölkerung lag 2013 bei 26.500 NZ$ gegenüber 28.500 NZ$ im Landesdurchschnitt.

### Herkunft und Sprachen
Die Frage nach der Zugehörigkeit einer ethnischen Gruppe beantworteten in der Volkszählung 2013 75,2 % mit Europäer zu sein, 24,4 % gaben an, Māori-Wurzeln zu haben, 6,0 % kamen von den Inseln des pazifischen Raums und 4,3 % stammten aus Asien (Mehrfachnennungen waren möglich). 15,7 % der Bevölkerung gab an in Übersee geboren zu sein und 6,8 % der Bevölkerung sprachen Māori, bei den Māori 24,9 %.

## Politik

### Verwaltung
Der Hastings District ist seinerseits noch einmal in fünf Wards eingeteilt, dem Hastings/Havelock North Ward mit acht Councillors (Ratsmitgliedern), dem Flaxmere Ward mit zwei und dem Kahuranaki Ward, dem Mohaka Ward und dem Heretaunga Ward mit jeweils einem Councillor. Zusammen mit dem Mayor (Bürgermeister) bilden sie den District Council (Distriktsrat). Der Bürgermeister und die dreizehn Ratsmitglieder werden alle drei Jahre neu gewählt.

## Wirtschaft
In Hastings befindet sich der Neuseeland-Sitz der Firma "Heinz-Watties", die unter dem Namen "Heinz" weltweit unter anderem Tomatensaucen und Ketchup verkauft. Neben der Landwirtschaft hat der Gartenbau und der Weinbau eine besondere Bedeutung im Distrikt. 

## Infrastruktur

### Verkehr
Zwei kleinere Höhenzüge flankieren die beide New Zealand State Highways 2 und 50, die den südlichen Teil des Distrikts in südwestlicher Richtung durchqueren. Der State Highways 2, der durch die Städte Hastings und Napier führt, verlässt den Distrikt unweit der Küste im Nordosten. Nördlich von Napier zweigt der State Highway 5 nach Nordwesten in Richtung Taupō ab.